# 898 Гільдегард
898 Гільдегард (898 Hildegard) — астероїд головного поясу, відкритий 3 серпня 1918 року.
Тіссеранів параметр щодо Юпітера — 3,230.